# Олмстед, Барбара
Ба́рбара О́лмстед (англ. Barbara Olmsted; 17 августа 1959, Норт-Бей) — канадская гребчиха-байдарочница, выступала за сборную Канады на всём протяжении 1980-х годов. Бронзовая призёрша летних Олимпийских игр в Лос-Анджелесе, участница Олимпийских игр в Сеуле, чемпионка регат национального и международного значения.

## Биография
Барбара Олмстед родилась 17 августа 1959 года в городе Норт-Бей, провинция Онтарио. Активно заниматься греблей на байдарках начала в раннем детстве, проходила подготовку в одном из местных гребных клубов.
Первого серьёзного успеха на международном уровне добилась в 1977 году, когда впервые попала в состав канадской национальной сборной и побывала на юниорском чемпионате мира, где одержала победу в четвёрках на пятистах метрах. В 1980 году, будучи в числе лидеров гребной команды страны, должна была участвовать в летних Олимпийских играх 1980 года в Москве, однако Канада по политическим причинам бойкотировала эти соревнования, и в итоге Олмстед там не выступила.
Спустя четыре года она всё же стала чемпионкой Канады во всех трёх женских дисциплинах и прошла квалификацию на Олимпиаду в Лос-Анджелесе — вместе с напарницами Сьюзан Холлоуэй, Александрой Барре и Люси Гуэй завоевала бронзовую медаль в четвёрках. Это были первые олимпийские медали Канады в гребле на байдарках среди женщин. При всём при том, страны социалистического лагеря опять же по политическим причинам бойкотировали эти соревнования, и многих сильнейших спортсменов из ГДР, Восточной Европы и СССР здесь попросту не было.
После Олимпиады Олмстед осталась в основном составе канадской гребной команды и продолжила принимать участие в крупнейших международных регатах. Так, в 1985 году она выступила на чемпионате мира в бельгийском Мехелене и заняла шестое место в зачёте четырёхместных экипажей. Благодаря череде удачных выступлений удостоилась права защищать честь страны на Олимпийских играх 1988 года в Сеуле — в двойках с напариницей Шейлой Тэйлор финишировала в решающем заезде седьмой, тогда как в четвёрках с Тэйлор, Каролин Брюне и младшей сестрой Нэнси Олмстед не сумела дойти даже до стадии полуфиналов.
Имеет три высших образования, получила степень бакалавра физического воспитания в Университете Куинс, мастерскую степень в Университете Западной Онтарио, степень доктора в Университете Западной Виргинии. Завершив карьеру профессиональной спортсменки, работала профессором в Университете Ниписсинг в своём родном городе Норт-Бей.